# تغيير بيئي

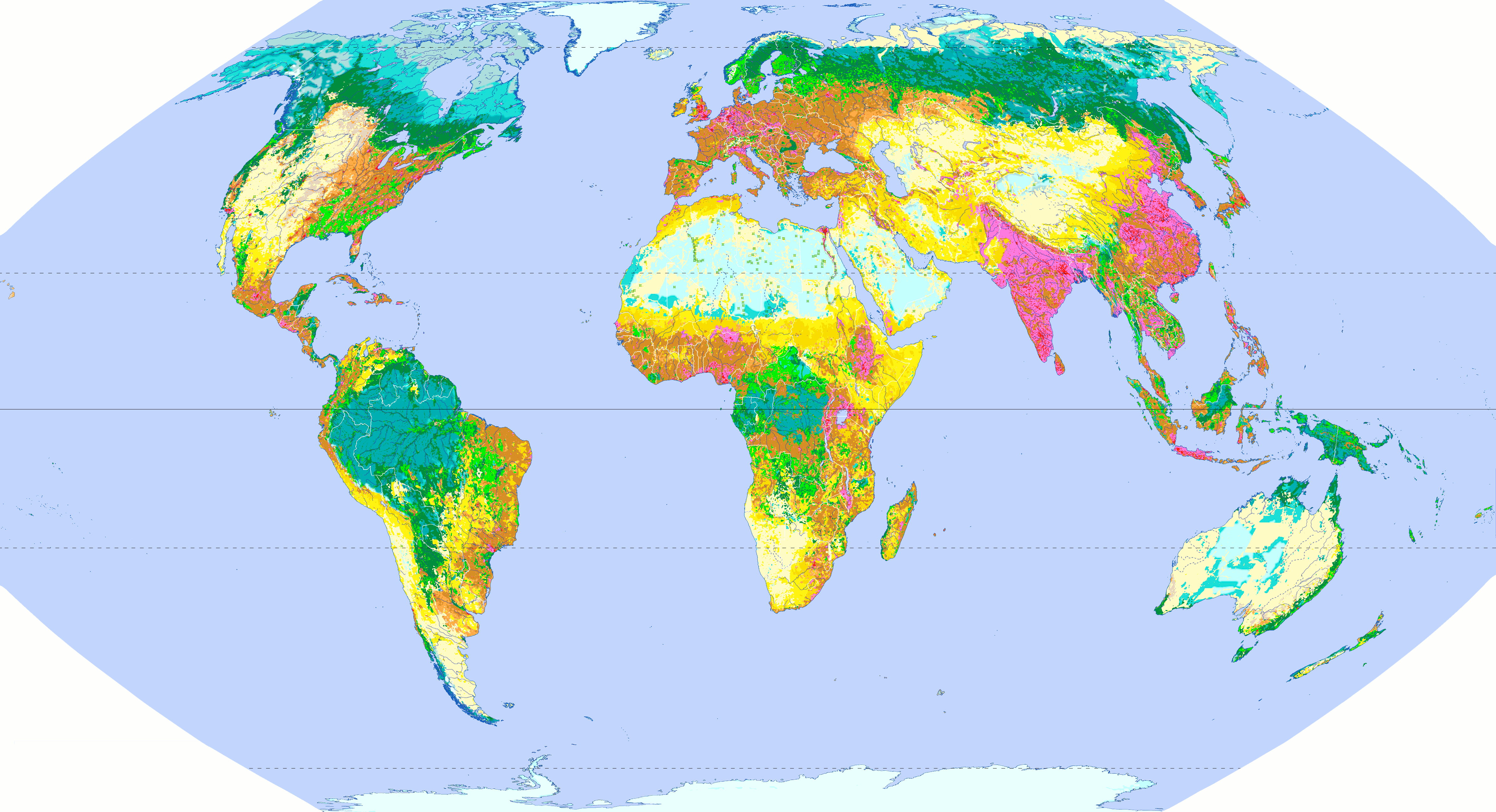

التغيير البيئي (بالإنجليزية:  Environmental change)‏ هو تغيير أو اضطراب يحدثُ في البيئة غالبًا بسبب التأثيرات البشرية والعمليات البيئية الطبيعية. يمكن أن تشمل التغيرات البيئية  الكوارث الطبيعية و التدخلات البشرية، ويجدر بالذكر بأن التغير البيئي لا يشمل التغييرات الجسدية فقط، ولكن يمكن أن يكون أشياء أخرى مثل الغزو الأنواع الغازية.

## المرجع
1. ↑  Johnson, D. L.; Ambrose, S. H.; Bassett, T. J.; Bowen, M. L.; Crummey, D. E.; Isaacson, J. S.; Johnson, D. N.; Lamb, P.; Saul, M. (1997-05). "Meanings of Environmental Terms". Journal of Environmental Quality (بالإنجليزية). 26 (3): 581–589. DOI:10.2134/jeq1997.00472425002600030002x. Archived from the original on 2020-04-22. {{استشهاد بدورية محكمة}}: تحقق من التاريخ في: |تاريخ= (help)